# Danh sách quốc gia châu Âu theo GDP trên người 2012
| over $102,400 $51,200–102,400 $25,600–51,200 | $12,800–25,600 $6,400–12,800 $3,200–6,400 | $1,600–3,200 $800–1,600 $400–800 | below $400 unavailable |

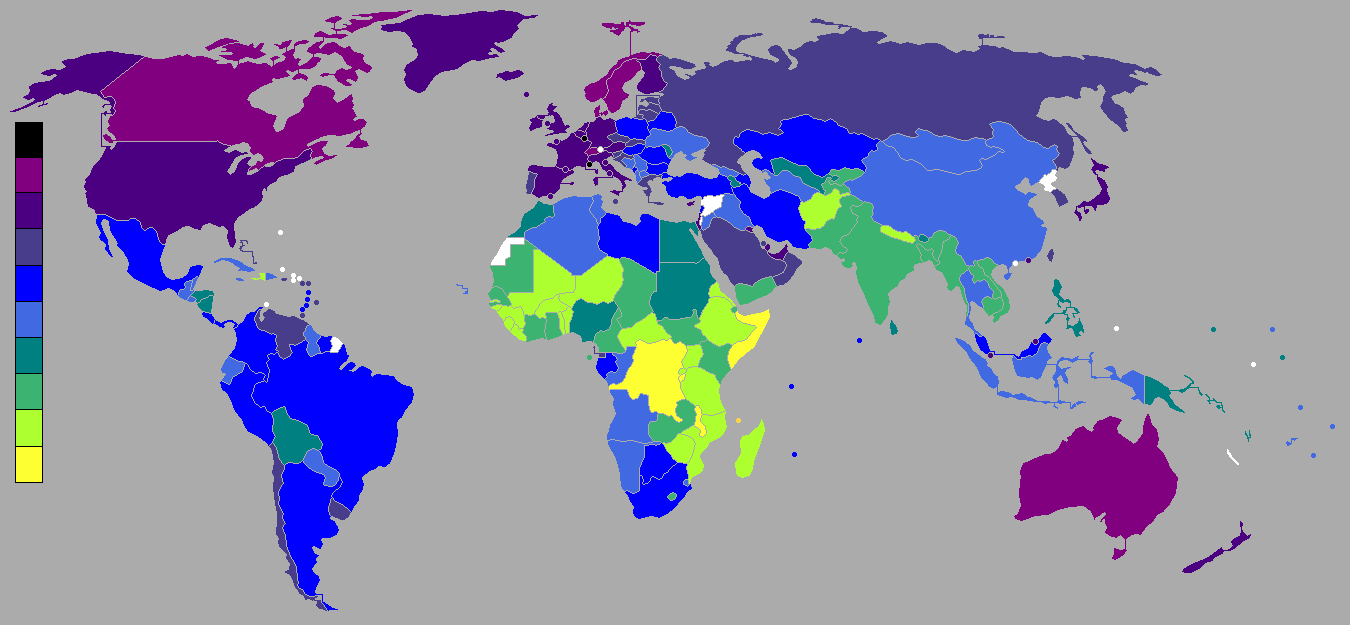
Các quốc gia theo GDP (danh nghĩa) trên người 2012 GDP.

Danh sách các quốc gia châu Âu theo GDP trên người 2012 là bảng thống kê về GDP trên người 2012 của 50 quốc gia và vùng lãnh thổ thuộc châu Âu. Ngoài 44 quốc gia độc lập, là thành viên của Liên Hợp Quốc, còn có các vùng lãnh thổ khác như: Quần đảo Faroe, Jersey, Đảo Man, Guernsey và Gibraltar. Trong danh sách này, Monaco là quốc gia có thu nhập bình quân trên người cao nhất châu Âu, với 163.026 USD/người, tiếp sau là Liechtenstein với 134.915 USD/người, Luxembourg với 107.476 USD/người. Quốc gia có thu nhập bình quân trên người thấp nhất châu Âu năm 2012 là Transnistria chỉ có 1.231 USD/người, xếp áp chót là Vatican với 1.325 USD/người.
Bảng thống kê được trích số liệu từ nguồn GDP trên người 2012 của Quỹ tiền tệ Quốc tế-IMF, những lãnh thổ hay quốc gia không được IMF thống kê, được bổ sung từ các nguồn Liên Hợp Quốc, Ngân hàng Thế giới-WB hay CIA Facebook.
| STT | Quốc gia                                | GDP danh nghĩa (triệu USD) | Tỉ lệ GDP trên người 2012 so với Việt Nam (%) |
| --- | --------------------------------------- | -------------------------- | --------------------------------------------- |
| 1   | Đức                                     | 41.866                     | 2.388,25                                      |
| 2   | Vương quốc Liên hiệp Anh và Bắc Ireland | 39.161                     | 223,39                                        |
| 3   | Pháp                                    | 41.223                     | 2.351.57                                      |
| 4   | Nga                                     | 14.302                     | 815,86                                        |
| 5   | Italy                                   | 33.115                     | 1.889,05                                      |
| 6   | Tây Ban Nha                             | 29.195                     | 1.665,43                                      |
| 7   | Hà Lan                                  | 46.011                     | 2.624,70                                      |
| 8   | Thụy Sĩ                                 | 78.881                     | 4.499,77                                      |
| 9   | Thụy Điển                               | 54.815                     | 3.126,93                                      |
| 10  | Bỉ                                      | 43.615                     | 2.488,02                                      |
| 11  | Ba Lan                                  | 12.709                     | 724.99                                        |
| 12  | Áo                                      | 46.643                     | 2.660,75                                      |
| 13  | Đan Mạch                                | 56.426                     | 3.218,82                                      |
| 14  | Hy Lạp                                  | 22.702                     | 1.295,04                                      |
| 15  | Phần Lan                                | 45.635                     | 2.603,25                                      |
| 16  | Bồ Đào Nha                              | 20.182                     | 1.151,28                                      |
| 17  | Ireland                                 | 45.984                     | 2.623,16                                      |
| 18  | Ukraine                                 | 3.877                      | 221,16                                        |
| 19  | Séc                                     | 18.624                     | 1.062,41                                      |
| 20  | Romania                                 | 7.939                      | 4.528,98                                      |
| 21  | Hungary                                 | 12.652                     | 721,73                                        |
| 22  | Slovakia                                | 17.315                     | 987,74                                        |
| 23  | Belarus                                 | 6.739                      | 384,43                                        |
| 24  | Luxembourg                              | 107.476                    | 6.130,98                                      |
| 25  | Croatia                                 | 12.829                     | 731,83                                        |
| 26  | Bulgaria                                | 7.006                      | 399,66                                        |
| 27  | Slovenia                                | 22.100                     | 1.260,70                                      |
| 28  | Lithuania                               | 14.009                     | 799,14                                        |
| 29  | Serbia                                  | 5.309                      | 302,85                                        |
| 30  | Latvia                                  | 13.900                     | 792,93                                        |
| 31  | Estonia                                 | 16.720                     | 953,79                                        |
| 32  | Bosnia và Herzegovina                   | 4.461                      | 254,48                                        |
| 33  | Iceland                                 | 42.725                     | 2.437,25                                      |
| 34  | Albania                                 | 3.870                      | 220,76                                        |
| 35  | Gibraltar                               | 43.000                     | 2.452,94                                      |
| 36  | Macedonia                               | 4.660                      | 265,83                                        |
| 37  | Malta                                   | 20.998                     | 1.197,83                                      |
| 38  | Montenegro                              | 6.778                      | 386,65                                        |
| 39  | Moldova                                 | 2.037                      | 116,20                                        |
| 40  | Kosovo                                  | 2.813                      | 160,47                                        |
| 41  | Liechtenstein                           | 134.915                    | 7.696,24                                      |
| 42  | Monaco                                  | 163.026                    | 9.299,83                                      |
| 43  | Jersey                                  | 57.000                     | 3.251,57                                      |
| 44  | Andorra                                 | 41.122                     | 2.345,81                                      |
| 45  | Đảo Man                                 | 35.000                     | 1.996,58                                      |
| 46  | Guernsey                                | 44.600                     | 2.544,21                                      |
| 47  | San Marino                              | 57.700                     | 3.291,50                                      |
| 48  | Quần đảo Faroe                          | 30.500                     | 1.739,88                                      |
| 49  | Vatican                                 | 1.325                      |                                               |
| 50  | Transnistria                            | 1.231                      |                                               |